# BBA 버펄로
BBA 버펄로(영어: BBA Buffalo)는 미국 뉴욕주 버펄로를 연고지로 NBA가 생기기 전에는 BAA(영어: Basketball Association of America)에 참가할 계획이었지만 1946~1947시즌 전 창단이 취소되었던 팀이다.
이후 1970년부터 1978년까지 같은 연고지(뉴욕주 버펄로)에 버펄로 브레이브스(영어: Buffalo Braves)가 있었다.

## 같이 보기
- 버펄로 브레이브스